# Philibert Russo
Philibert Russo (* 12. März 1885 in Villefranche-sur-Saône; † 16. Februar 1965 in Saint-Bel (Rhône))  war ein französischer Geologe und Pionier der geologischen Erforschung von Marokko.
Nach dem Abitur in Lyon ging er auf die Schule für Militärärzte in Lyon und studierte an der Universität Lyon Medizin und Naturwissenschaften. 1910 wurde er in Medizin promoviert. Danach war er Militärarzt, befasste sich aber auch mit Geologie und wurde 1912 in Lyon in Biologie promoviert.  Danach war er ein Jahr in Tunesien und von 1913 bis 1938 Militärarzt in Marokko. Dort blieb er von der Zeit des Ersten Weltkriegs und einem Aufenthalt 1925 in Paris abgesehen, der einer weiteren Promotion diente, diesmal in Geologie (Paris 1926). 1927 wurde er Leiter der Hydrogeologie am Institut scientifique chérifien, das 1919 von Jacques Liouville (1879–1960) in Rabat gegründet wurde. Im Ruhestand ab 1938 ging er wieder in die Gegend von Lyon. Dort war er Mitarbeiter der geologischen Karte Frankreichs.
Er veröffentlichte zahlreiche Aufsätze zur Geologie Marokkos. Er war Anhänger einer Theorie der Kontinentalverschiebung und nahm zur Erklärung von West-Ost streichenden Faltengebirgen wie in Marokko an, dass die Erde zunächst in Eiform war und sich später durch Rotation einer Kugelform annäherte, was zu Verschiebungen in der Kruste führte. Später nahm er auch Konvektionsströme aufgrund von Temperaturunterschieden an. Von ihm gibt es auch ein 1921 erschienenes populärwissenschaftliches Buch über die Geologie Marokkos. Bekannt ist er vor allem als Begründer der Hydrogeologie in Marokko. Diese Untersuchungen waren von praktischer Bedeutung für das Militär und wurden entsprechend gefördert.

## Schriften
- La terre marocaine. Oudjda, Marokko 1921.
- Les déplacements des continents. Louis Jean Imprimeur-Editeur, 1933.